# Katharina Kainz
Katharina Kainz, Maria Katharina Schröfel (Geburtsname), Maria Katharina Schröffel (Geburtsname), Maria Katharina Schröfl (Geburtsname), Maria Katharina Schröpfl (Geburtsname), Maria Katharina Schrefel (Geburtsname), Kathinka Kainz, (26. Juni 1767 in Moosach – 21. April 1836 in Prag) war eine deutsche Sängerin.

## Leben
Kainz, die Tochter des Lehrers Mathias Schröfel und Schwester von Anton Schröfel arbeitete ab 1783 in München als Hausmädchen. Daneben erhielt sie Unterricht im Geigenspiel (Maximilian Heiss), im Klavierspiel (Matthias Buchwieser) und im Gesang (Giovanni Valesi).
Danach hatte sie Engagements als Sängerin bis 1795 u. a. in Pressburg, Budapest, Graz und Salzburg. 1796 wurde sie als zweite Sängerin ans Theater Augsburg engagiert. 1797 war sie mit der Augsburger Gesellschaft unter Ferdinand Kindler erste Sängerin in Nürnberg. Von dort flüchtete sie im August desselben Jahres kontraktbrüchig mit ihrem Liebhaber, dem Schauspieler Petrivi.
1810/11 war sie in Wien engagiert. Dort heiratete sie den österreichischen Sänger Josef Wolfgang Kainz (1773–1855). Ihre gemeinsame Tochter Marianne Kainz (1800–1866) wurde ebenfalls Sängerin.
Zuletzt engagierte sie sich vor allem bei der gesanglichen Ausbildung ihrer Tochter.